# David Vidales
David Vidales Ajenjo (Leão, 13 de junho de 2005) é um automobilista espanhol que atualmente compete na Super Fórmula Lights pela equipe B-Max Racing.

## Carreira

### Fórmula Regional
Em dezembro de 2020, Vidales mudou para equipe Prema Powerteam para disputar a temporada de 2021, após a fusão entre a Eurocopa de Fórmula Renault e o Campeonato de Fórmula Regional Europeia. O espanhol venceu a primeira corrida da temporada em Ímola, tendo dominado a corrida com a pole position e liderando todas as voltas.

### Fórmula 3
Em 2020, Vidales participou do teste de pós-temporada do Campeonato de Fórmula 3 da FIA em Jerez, pilotando pela equipe Campos Racing.
Em 17 de fevereiro de 2022, foi anunciado que Vidales havia assinado com a equipe Campos Racing para disputa da temporada de 2022 da Fórmula 3.

### Fórmula 1
Em novembro de 2016, Vidales participou de um teste com a Ferrari Driver Academy ao lado do companheiro da Tony Kart, Marcus Armstrong.

### Super Fórmula
No final de 2022, Vidales participou de um teste na Super Fórmula com a equipe B-Max Racing. Em março de 2023, a equipe anunciou que Vidales deixaria a Fórmula 3 para ingressar na Super Fórmula Lights na temporada de 2023.